# Riedelshäuslein
Riedelshäuslein ist ein Gemeindeteil des Marktes Wilhermsdorf im Landkreis Fürth (Mittelfranken, Bayern). Riedelshäuslein Altkatterbach liegt in der Gemarkung Katterbach.

## Geographie
Die Einöde liegt östlich des Katterbachs, eines linken Zuflusses der Zenn. 0,5 km nordwestlich des Ortes liegt der Burgstall Adelsdorf, 0,75 km nördlich liegt der Mauserbuck. Eine Gemeindeverbindungsstraße führt nach Altkatterbach zur Kreisstraße FÜ 10 (0,4 km südöstlich) bzw. nach Adelsdorf zur Staatsstraße 2413 (1,7 km nordwestlich).

## Geschichte
Es gibt zwei Urkunden über das Entstehungsdatum des Riedleinshäusleins. Der Vermerk im Urkataster lautet „Der verstorbene Martin Riedel soll diese Gründe, worauf im Jahr 1804 das Haus erbaut wurde, von der damals bestandenen Regierung zum Geschenk erhalten haben, und seit dem Tode des Martin Riedel sind die Relikten durch Erbschaft gemeinschaftlich im Besitze dieses Anwesens.“ 1780 wurde als Baujahr in der Pfarrbeschreibung des Pfarrers Dietzfelbinger angegeben.
Im Rahmen des Gemeindeedikts wurde Riedelshäuslein dem 1811 gebildeten Steuerdistrikt Hirschneuses und der 1813 gegründeten Ruralgemeinde Kreben zugeordnet. Mit dem Zweiten Gemeindeedikt (1818) wurde es in die Ruralgemeinde Katterbach umgemeindet.
Im Zuge der Gebietsreform in Bayern wurde Riedelshäuslein am 1. Juli 1972 in die Gemeinde Wilhermsdorf eingegliedert.

## Einwohnerentwicklung
| Jahr      | 001824 | 001840 | 001861 | 001871 | 001885 | 001900 | 001925 | 001950 | 001961 | 001970 | 001987 | 002007 | 002018 |
| Einwohner | 6      | 9      | *      | 8      | 6      | 6      | 7      | 5      | 6      | 7      | *      | 11     | 7      |
| Häuser    | 1      | 1      |        |        | 1      | 1      | 1      | 1      | 1      |        | *      |        |        |
| Quelle    | [ 5 ]  | [ 8 ]  | [ 9 ]  | [ 10 ] | [ 11 ] | [ 12 ] | [ 13 ] | [ 14 ] | [ 15 ] | [ 16 ] | [ 17 ] |        | [ 1 ]  |

## Religion
Der Ort ist evangelisch-lutherisch geprägt und bis heute nach St. Peter und Paul (Kirchfarrnbach) gepfarrt, die Einwohner römisch-katholischer Konfession sind nach St. Michael (Wilhermsdorf) gepfarrt.